# Sinanapis longituba
Espèce
Sinanapis longituba est une espèce d'araignées aranéomorphes de la famille des Anapidae.

## Distribution
Cette espèce est endémique de Hainan en Chine,. Elle se rencontre dans le xian de Qiongzhong.

## Description
Le mâle holotype mesure 2,52 mm et la femelle paratype 2,43 mm.

## Publication originale
- Lin & Li, 2012 : Three new spider species of Anapidae (Araneae) from China. Journal of Arachnology, vol. 40, no 2, p. 159-166 (texte intégral).